# Чотиригранний змій

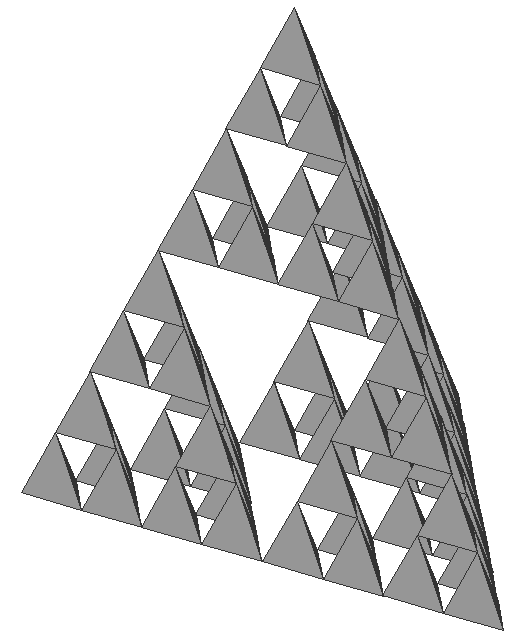

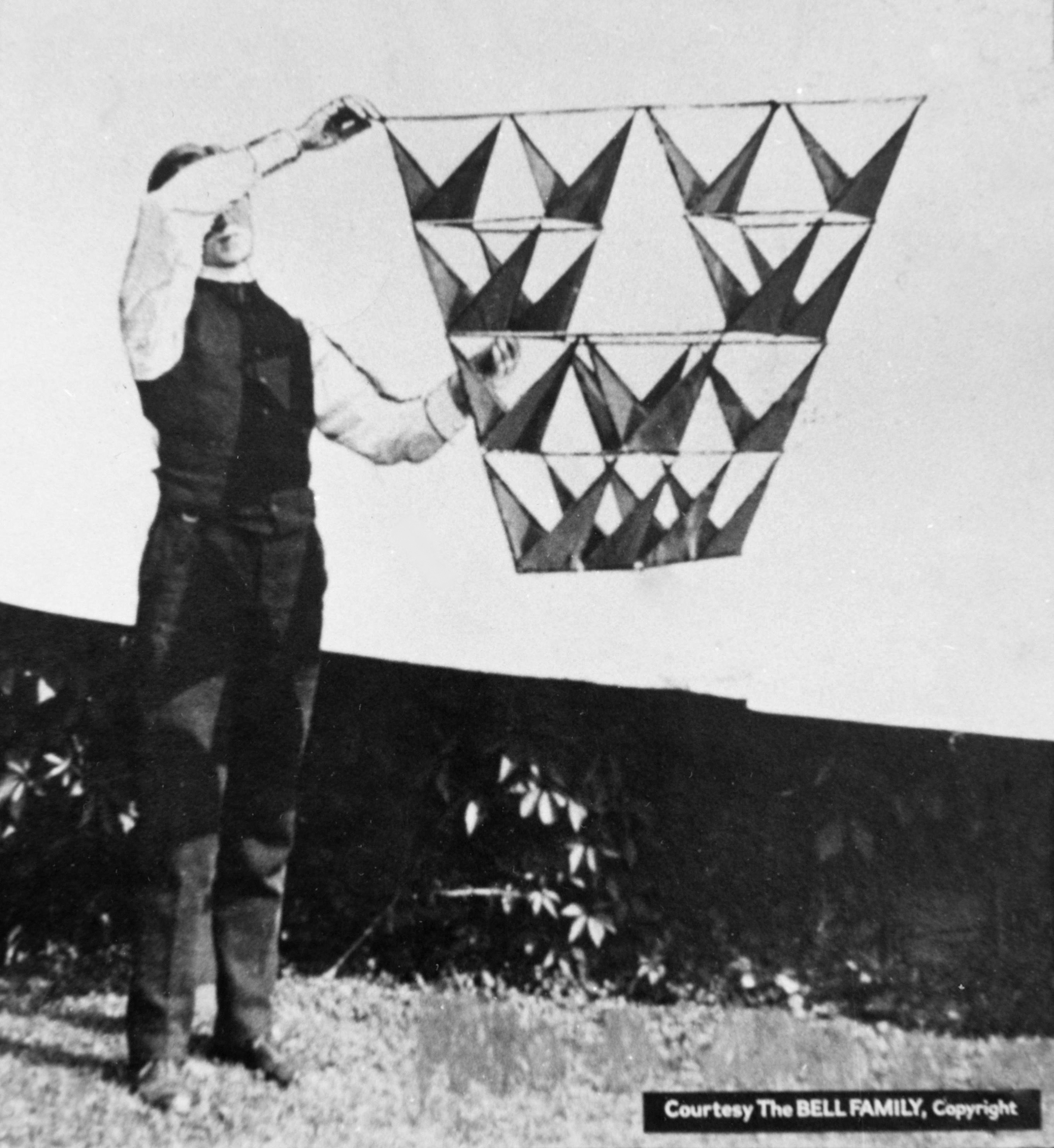

Чотиригранний змій — різновид повітряних зміїв, об'ємний «клітинний» змій, спроектований на початку 20-го століття американським винахідником і інженером Александром Беллом.

## Конструкція
В основу конструкції покладені окремі секції у формі тетраедра. Кожен тетраедр ніс невелике крило, декілька тетраедрів з'єднувалися своїми вершинами. Така конструкція дозволила збільшувати розміри змія без втрати його жорсткості і надмірного зростання ваги (підйомна сила зростає пропорційно квадрату розміру, а вага — пропорційно кубу). Змії Белла мали до 3393 секцій і були здатні підіймати людину.
Змій стабільний у польоті і потребує середнього або сильного вітру.